# Fårebrevet
Fårebrevet (på færøsk Seyðabrævið) fra 24. juni 1298 er Færøernes ældste dokument. Som navnet antyder, handler dokumentet om landbrugsbestemmelser for Færøerne. Brevet er skrevet på oldnordisk.
Fårebrevet er et supplement til den norske yngre gulatingslov (landslov) fra 1274 ved Magnus Lagabøter.
Der eksisterer i dag flere udgaver af Fårebrevet, som bliver bevarede i Færøerne, Danmark og Sverige. To af udgaverne stammer fra slutningen af 1200-tallet og starten af 1300-tallet. Den ældste udgave bliver bevaret på 'Tjóðskjalasavnið', Færøernes Nationalarkiv, i Tórshavn. Den anden udgave findes på Universitetsbibloteket i Lund (Sverige). To yngre versioner af Seyðabrævið er del af den 'Den Arnamagnæanske Samling' i København. 
Udover at Fårebrevet beskriver datidens samfund er det også en vigtig kilde til forståelse af Middelalderens betalingssystemer. Mange af Fårebrevets bestemmelser har været i kraft helt op til nutiden.
I modsætning til Færingesagaen, (Island) er Fårebrevet sandsynligvis skrevet på Færøerne og beskriver bedre datidens færøske samfund. Desuden ser man i Fårebrevet, at det oldfærøske sprog allerede adskiller sig lidt fra det oldnordiske med særfærøske begreber.

## Fårebrevets 16 paragraffer
1. Regler om, at fåreejeren skal bevise ejerskabet inden slagtningen
2. Om at gå på en fremmed mark
3. Hvis et får er på en fremmed mark
4. Om hvordan vilde får tæmmes
5. Om at mærke fårene. Klarlægger, at ændring af den første mærkning betragtes som tyveri
6. Om bidske hyrdehunde, erstatningspligt og om antallet af får på en mark
7. Om hvor lang fristen er ved en advarsel fra myndighederne
8. Om pligten til at anmelde indtrængning på fremmed mark
9. Om at tæmme vilde får – 2. del
10. Om at forpagte land
11. Om uønskede gæster og fattiges ret
12. Om vidner
13. Om beværtningsudgifter
14. Om etablering og bosætningsret
15. Om fordelingen af hvalkød
16. Om drivgods

- Side 1 i Lund-håndskriften
- S. 2
- S. 3
- S. 4
- S. 5
- S. 6

| Historie | Spire Denne historieartikel er en spire som bør udbygges. Du er velkommen til at hjælpe Wikipedia ved at udvide den. |